# زندک
زندک (به لهستانی:  Zendek) یک روستا در لهستان است که در گمینا اوژاروویتسه واقع شده‌است. زندک ۱٬۰۰۰ نفر جمعیت دارد.